# گئورک استیرنهیلم

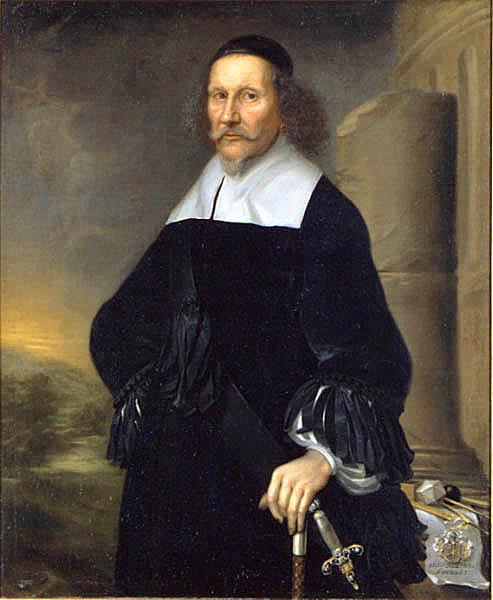
گئورگ استیرنهیلم، نقاشی از سال ۱۶۶۳ توسط دیوید کلوکر ارنسترال.

گئورک استیرنهیلم (به سوئدی: Georg Stiernhielm) (زاده ۷ اوت ۱۵۹۸ – درگذشته ۲۲ آوریل ۱۶۷۲) کارمند دولتی، ریاضی‌دان، زبان‌شناس و شاعر سوئدی بود. او را «پدر هنر اسکالد سوئدی» نامیده‌اند.
مشهورترین اثر شاعرانه استیرنهیلم اولین شعر در Musæ Suethizantes است، هرکول که به صورت هگزامتر سروده شده است، با اسامی و افسانه‌هایی که از یونانیان باستان به عاریت گرفته شده است.